# Body horror

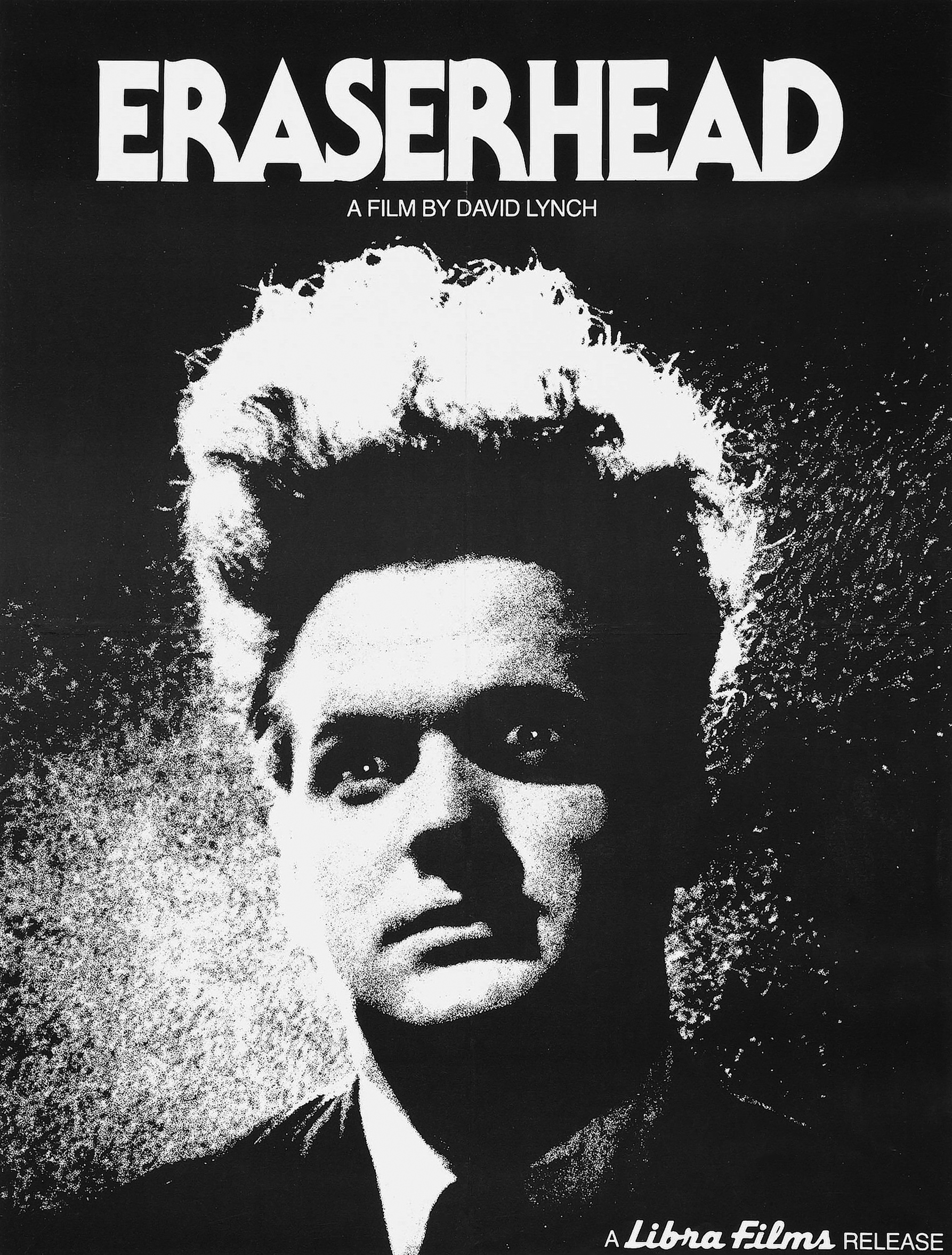
Eraserhead è uno degli esempi più famosi per il genere del body horror

Il body horror (detto anche horror biologico o orrore corporeo) è un sottogenere dell'horror.

## Definizione
Genere soprattutto cinematografico, nel body horror i sentimenti di orrore e paura nello spettatore vengono creati attraverso la rappresentazione di deformità fisiche del corpo; temi ricorrenti sono, per esempio, mutazioni genetiche, malattie deturpanti, mutilazione e così via.
Questi elementi possono essere combinati con altri propri dell'horror psicologico, per cui la deformità del corpo si accompagna alla degenerazione mentale dell'individuo; un esempio classico in questo senso è La mosca.
Il concetto di deformità è spesso caricato di significati allegorici: il già citato La mosca, per esempio, viene talvolta interpretato come allegoria della vecchiaia, e Rosemary's Baby - Nastro rosso a New York, invece, tratta, attraverso la deformità fisica, anche il tema del trauma conseguente a uno stupro.

### Origine del termine
Il termine è stato coniato da Philip Brophy, artista australiano (e regista del melt movie Body Melt), all'interno di un articolo pubblicato dalla rivista Art & Text nel 1983.

### Nella letteratura
Nella letteratura horror, il body horror è rintracciabile in molti lavori di Clive Barker, William S. Burroughs e Mike Philbin. Fumetti e graphic novel non sono estranee al body horror tuttavia, come ad esempio Black Hole o il manga Kiseiju - L'ospite indesiderato.

### Nel cinema
Nel campo del cinema horror, David Cronenberg è considerato il padre del genere. Altri esempi di body horror possono essere La cosa di John Carpenter, il film Akira di Katsuhiro Ōtomo tratto dall'omonimo manga, diversi film di Shinya Tsukamoto, tra cui Tetsuo, e il classico di Ridley Scott Alien.

### Nella televisione
La serie televisiva animata Æon Flux di Peter Chung fa frequentemente uso di elementi del 'body horror' come repentini cambiamenti di registro, mutilazioni e strani morbi. L'amputazione, le modifiche corporali e la perdita d'identità sono alcuni elementi-chiave della serie dei Borg di Star Trek. Anche la serie TV Stranger Things ha alcuni elementi body horror.

## Filmografia
- L'astronave atomica del dottor Quatermass (The Quatermass Xperiment), regia di Val Guest (1955)
- Rosemary's Baby - Nastro rosso a New York (Rosemary's Baby), regia di Roman Polański (1968)
- L'esorcista (The Exorcist), regia di William Friedkin (1973)
- Baby Killer (It's Alive!), regia di Larry Cohen (1974)
- Il demone sotto la pelle (Shivers), regia di David Cronenberg (1975)
- Eraserhead - La mente che cancella (Eraserhead), regia di David Lynch (1977)
- Rabid - Sete di sangue (Rabid), regia di David Cronenberg (1977)
- Brood - La covata malefica (The Brood), regia di David Cronenberg (1979)
- Alien, regia di Ridley Scott (1979)
- Stati di allucinazione (Altered States), regia di Ken Russell (1980)
- Possession, regia di Andrzej Żuławski (1981)
- La casa (Evil Dead), regia di Sam Raimi (1981)
- Basket Case, regia di Frank Henenlotter (1982)
- La cosa (The Thing), regia di John Carpenter (1982)
- Videodrome, regia di David Cronenberg (1983)
- In compagnia dei lupi (The Company of Wolves), regia di Neil Jordan (1984)
- Stuff - Il gelato che uccide (The Stuff), regia di Larry Cohen (1985)
- Re-Animator, regia di Stuart Gordon (1985)
- La mosca (The Fly), regia di David Cronenberg (1986)
- From Beyond - Terrore dall'ignoto (From Beyond), regia di Stuart Gordon (1986)
- Hellraiser, regia di Clive Barker (1987)
- Horror in Bowery Street (Street Trash), regia di J. Michael Muro (1987)
- Brain Damage - La maledizione di Elmer (Brain Damage), regia di Frank Henenlotter (1988)
- Blob - Il fluido che uccide (The Blob), regia di Chuck Russell (1988)
- Inseparabili (Dead Ringer), regia di David Cronenberg (1988)
- Tetsuo, regia di Shin'ya Tsukamoto (1988)
- The Guinea Pig - Mermaid in a Manhole, regia di Hideshi Hino (1988)
- Society - The Horror, regia di Brian Yuzna (1989)
- Leviathan, regia di George Pan Cosmatos (1989)
- Allucinazione perversa (Jacob's Ladder), regia di Adrian Lyne (1990)
- Il pasto nudo regia di David Cronenberg (1991)
- Splatters (Braindead), regia di Peter Jackson (1992)
- Body Melt, regia di Philip Brophy (1993)
- Boxing Helena, regia di Jennifer Lynch (1993)
- Disembodied, regia di William Kersten (1998)
- eXistenZ, regia di David Cronenberg (1999)
- Uzumaki, regia di Higuchinsky (2000)
- Cabin Fever, regia di Eli Roth (2002)
- May, regia di Lucky McKee (2002)
- Dans ma peau, regia di Marina de Van (2002)
- L'acchiappasogni (Dreamcatcher), regia di Lawrence Kasdan (2003)
- Wrong Turn, regia di Rob Schmidt (2003)
- Doom, regia di Andrzej Bartkowiak (2005)
- Slither, regia di James Gunn (2006)
- Taxidermia, regia di György Pálfi (2006)
- Le colline hanno gli occhi regia di Alexandre Aja (2006)
- Le colline hanno gli occhi 2, regia di Martin Weisz (2007)
- Denti (Teeth), regia di Mitchell Lichtenstein (2007)
- Bug - La paranoia è contagiosa (Bug), regia di William Friedkin (2007)
- Rovine (Ruins), regia di Carter Smith (2008)
- Pandorum - L'universo parallelo (Pandorum), regia di Christian Alvart (2009)
- Splice, regia di Vincenzo Natali (2009)
- The Human Centipede (First Sequence), regia di Tom Six (2009)
- La cosa (The Thing), regia di Matthijs van Heijningen Jr. (2011)
- The Human Centipede 2 (Full Sequence), regia di Tom Six (2011)
- American Mary, regia di Jen e Sylvia Soska (2012)
- Thanatomorphose, regia di Éric Falardeau (2012)
- Contracted, regia di Eric England (2013)
- Starry Eyes, regia di Kevin Kölsch e Dennis Widmyer (2014)
- Clown, regia di Jon Watts (2014)
- Tusk, regia di Kevin Smith (2014)
- Contracted: Phase II, regia di Josh Forbes (2015)
- The Human Centipede 3 (Final Sequence), regia di Tom Six (2015)
- Raw (Grave), regia di Julia Ducournau (2017)
- Titane, regia di Julia Ducournau (2021)
- Crimes of the Future, regia di David Cronenberg (2022)
- Men, regia di Alex Garland (2022)
- The Substance, regia di Coralie Fargeat (2024)
- The Shrouds - Segreti sepolti, regia di David Cronenberg (2024)

## Registi
- David Cronenberg
- John Carpenter
- Takashi Miike
- Frank Henenlotter
- Shinya Tsukamoto
- Clive Barker
- Mike Philbin
- Peter Chung
- Brian Yuzna
- William Friedkin
- Coralie Fargeat
- Julia Ducournau